# Marsdenia cundurango
Marsdenia cundurango là một loài thực vật có hoa trong họ La bố ma. Loài này được Rchb. f. mô tả khoa học đầu tiên năm 1872.